# Elías Malpartida

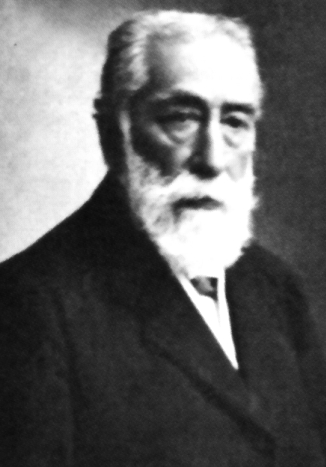

Elías Malpartida Franco (21 de julho de 1844 - 10 de agosto de 1922) foi um político peruano. Ele foi Ministro das Finanças em 1883 e em 1895. Foi prefeito de Lima de 1914 a 1915 e primeiro-ministro do Peru de 24 de setembro a 23 de dezembro de 1912.